# Droogmansia scaettaiana
Droogmansia scaettaiana är en ärtväxtart som beskrevs av Auguste Jean Baptiste Chevalier och Roger Sillans. Droogmansia scaettaiana ingår i släktet Droogmansia och familjen ärtväxter. Inga underarter finns listade i Catalogue of Life.